# Letnia noc
Letnia noc (ang. Summer of Night) – amerykańska powieść grozy autorstwa Dana Simmonsa. Została wydana po raz pierwszy w 1991. Pierwsze polskie wydanie pojawiło się w 2003 nakładem wydawnictwa Mag. W 2018 pojawiło się wznowienie nakładem wydawnictwa Zysk i s-ka. W 1992 książka została nominowana do British Fantasy Award. Powieść była inspiracją do stworzenia serialu Stranger Things. Historia opowiada o grupie przyjaciół, którzy postanawiają poszukać zaginionego kolegi ze szkoły. Jest to pierwsza książka z serii. Jej kontynuacją jest A Winter Haunting.

## Fabuła
Jest lato 1960. Niewielkie miasteczko. Old Central School, stara, olbrzymia i niemal pusta szkoła, kończy swoją działalność. Gdy rok szkolny się kończy okazuje się, że zaginął chłopiec: jego matka twierdzi, że dziecko nie opuściło nigdy gmachu szkoły, jednak nauczyciele są innego zdania. Grupa przyjaciół – Duane, Mike, Dale, Kevin, Jim Harlen, Lawrence oraz Daysinger – niegdyś stworzyła Rowerowy Patrol, w ramach którego przemierzali ulicę miasteczka, udając, że pilnują w nim porządku. Po zagięciu ich szkolnego kolegi chłopcy postanawiają rozwiązać zagadkę jego zaginięcia.